# 尤利奥·利博纳蒂
尤利奥·利博纳蒂（義大利語：Julio Libonatti，1901年7月5日—1981年10月9日），男，阿根廷、意大利足球运动员。他曾当选1927-1928赛季意甲联赛最佳射手。